# Lacus
Lacus er betegnelsen for en månesø, hvilket er en landskabsform på Månen. Der er tale om en mindre udgave af et månehav med kendetegn svarende til månehavenes.
Der kendes følgende lacus:
- Lacus Aestatis
- Lacus Autumni
- Lacus Bonitatis
- Lacus Doloris
- Lacus Excellentiae
- Lacus Felicitatis
- Lacus Gaudii
- Lacus Hiemalis
- Lacus Lenitatis
- Lacus Luxuriae
- Lacus Mortis
- Lacus Oblivionis
- Lacus Odii
- Lacus Perseverantiae
- Lacus Solitudinis
- Lacus Somniorum
- Lacus Spei
- Lacus Temporis
- Lacus Timoris
- Lacus Veris